# Living in the Material World
Living in the Material World é o quarto álbum de estúdio do cantor e compositor George Harrison, lançado em maio de 1973 pela gravadora Apple Records.
Lançado após o sucesso e aclamação de All Things Must Pass e o projeto The Concert for Bangladesh, alcançou sucesso nas paradas de países como o Estados Unidos, Reino Unido e Austrália,. O seu principal single, de título "Give Me Love (Give Me Peace on Earth)", também teve desempenhos positivos. Baseado em algumas temáticas espirituais, o projeto recebeu participações de vários músicos, incluindo Nicky Hopkins, Gary Wright, Klaus Voormann, Jim Keltner, Ringo Starr e John Barham.

## Faixas
Todas as faixas compostas por George Harrison.
1. "Give Me Love (Give Me Peace on Earth)" – 3:36
2. "Sue Me, Sue You Blues" – 4:48
3. "The Light That Has Lighted the World" – 3:31
4. "Don't Let Me Wait Too Long" – 2:57
5. "Who Can See It" – 3:52
6. "Living in the Material World" – 5:31
7. "The Lord Loves the One (That Loves the Lord)" – 4:34
8. "Be Here Now" – 4:09
9. "Try Some, Buy Some" – 4:08
10. "The Day the World Gets 'Round" – 2:53
11. "That Is All" – 3:43

## Pessoal
- George Harrison - vocais, guitarra
- Ringo Starr - bateria
- Gary Wright - teclado
- Nicky Hopkins - piano
- Jim Keltner - bateria
- Jim Gordon - bateria
- John Barnham - cordas
- Zakir Hussain - tabla
- Jim Horn - flauta, saxophone
- Klaus Voormann - baixo
- Pete Ham - guitarra